# Microcavia
Microcavia là một chi động vật có vú trong họ Caviidae, bộ Gặm nhấm. Chi này được H. Gervais and Ameghino miêu tả năm 1880. Loài điển hình của chi này là Microcavia typus H. Gervais and Ameghino, 1880 (fossil).

## Hình ảnh

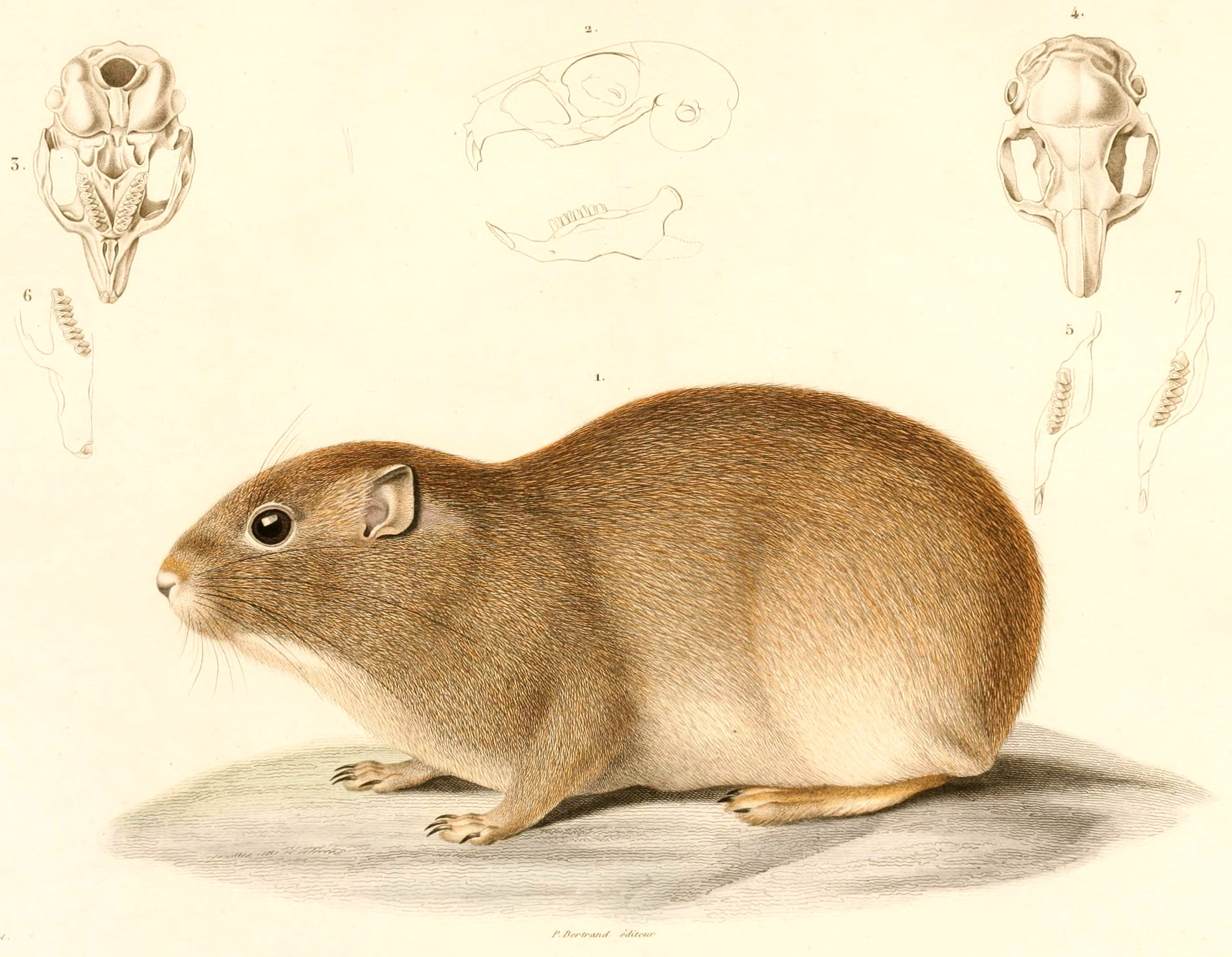

## Các loài
Chi này gồm các loài:
- Microcavia australis
- Microcavia jayat
- Microcavia maenas
- Microcavia niata
- Microcavia shiptoni
- Microcavia sorojchi